# فریدمان (دهانه)
فریدمان یک دهانه برخوردی در ماه‌ است.

## دهانه‌های اقماری
این دهانه ۱ دهانه اقماری دارد.
| Fridman | عرض جغرافیایی | طول جغرافیایی | قطر          |
| ------- | ------------- | ------------- | ------------ |
| C       | ۱۰.۵° S       | ۱۲۴.۵° W      | ۳۶.۰ کیلومتر |